# Плутовская опера
«Плутовская опера» (порт. Ópera do Malandro, «Опера мошенника») — бразильский художественный фильм-мюзикл 1986 года, экранизация одноимённой пьесы (1978), написанной Шику Буарке на основе сюжетов «Оперы нищих» Джона Гея (1728) и «Трёхгрошовой оперы» Бертольта Брехта (1928). Действие в фильме разворачивается в начале 1940-х годов в Рио-де-Жанейро.
Наряду с фильмом «Час звезды» (1985) Сузаны Амарал «Плутовская опера» Руя Герры упоминается в числе бразильских фильмов 1980-х годов, получивших международную известность.

## Сюжет
Действие начинается в декабре 1941 года, когда Бразилия, несмотря на протесты населения, оказывает поддержку Третьему Рейху. Главный герой повествования — контрабандист Макс Оверсиз (Max Overseas), который в неизменно белом костюме и белой шляпе вращается в квартале Лапа в Рио-де-Жанейро, полном ресторанов, казино и кабаре. Его содержит его любовница Марго, которая работает в кабаре, владелец которого — немец Отто Штрюдель. Когда приходит известие о нападении японцев на Пирл-Харбор, Макс поднимает вечером в кабаре Штрюделя тост за американцев. Поскольку часть публики поддерживает страны «оси», завязывается потасовка, и прибывает офицер полиции Тиграо («Тигр»), бывший любовник Марго. Он недолюбливает Макса, но тому удаётся задобрить Тиграо, подарив ему револьвер, который сам Макс недавно позаимствовал в порту, когда подбирал контрабанду для перепродажи.
Владелец кабаре Отто Штрюдель, узнав о том, что Макс, который выступает с антигерманскими высказываниями, — любовник Марго, в гневе рвёт трудовую карточку Марго и увольняет её. К Штрюделю приезжает его 18-летняя дочь Людмила, которой надоело учиться и хочется начать своё дело. Приятель Макса, трансвестит Джени, видя, что Макс расстроен из-за увольнения Марго, предлагает ему обольстить Людмилу, насолив Штрюделю. Макс знакомится с Людмилой, выдавая себя за крупного бизнесмена, и привозит её на пляж, но она сама обманывает его, оставив у берега моря без одежды. Однако на следующий день Людмила, обманом заполучив у отца чек на крупную сумму, сама предлагает Максу начать совместное дело по импорту товаров. При этом Людмила влюблена в Макса и уверена, что он испытывает те же чувства по отношению к ней.
Узнав, что Макс завёл роман с Людмилой, Марго уходит от него обратно к Тиграо. Макс и Людмила планируют свадьбу, приглашая на неё Тиграо в качестве шафера. Однако Отто Штрюдель, разыскивая пропавшую дочь, узнаёт о связи Людмилы с Максом и нанимает Тиграо, чтобы покончить с Максом, при этом он шантажирует полицейского, упоминая, что тот закрывал глаза на многие преступления за взятки. Утром Тиграо приходит к Максу и Людмиле, уже одетым для свадебной церемонии, и пытается убить Макса, но тот уговаривает его взять его долю в бизнесе и отпустить его. Макс планирует уехать в Аргентину. Людмила возвращается к родителям.
Февраль 1942 года. Макс не уехал в Аргентину и возвращается, примиряясь с Марго и признаваясь, что он любит только её. Макс дерётся с Тиграо, побеждая его. Макс и Марго собираются уехать вдвоём, но тут приходит известие о том, что Бразилия разорвала отношения со странами нацистского блока, и Макс говорит, что уходит добровольцем на войну.
Август 1942 года. Бразилия объявляет войну странам «оси» и начинает конфискацию имущества всех немцев, проживающих в стране. В последней сцене фильма Макс женится на Людмиле, а Отто Штрюдель и Тиграо радостно поздравляют его.

## В ролях
- Эдсон Селулари — Макс
- Клаудия Оана — Людмила Штрюдель
- Эльба Рамальо — Марго
- Ней Латоррака — Тиграо
- Фабиу Сабаг — Отто Штрюдель
- Ж. Виолла — Джени
- Мария Сильвия — Виктория Штрюдель

## Награды
- Международный кинофестиваль в Рио-де-Жанейро — Премия за лучшую режиссуру[4]
- Международный кинофестиваль в Гаване — Премия за лучший монтаж; Премия за лучшую музыку к фильму; Специальная премия жюри[5]